# Bolbitis acrostichoides
Bolbitis acrostichoides är en träjonväxtart som först beskrevs av Afz. och Olof Peter Swartz, och fick sitt nu gällande namn av Ren-Chang Ching. Bolbitis acrostichoides ingår i släktet Bolbitis och familjen Dryopteridaceae. Inga underarter finns listade.